# 刘晃 (汉赵)
刘晃（？—？），中国五胡十六国漢國皇族。新兴（今山西省忻州）匈奴人。刘聪子。

## 生平
嘉平二年（312年），十月，汉国皇帝刘聪封自己的儿子刘恒为代王，刘逞为吴王，刘朗为颍川王，刘皋为零陵王，刘旭为丹阳王，刘京为蜀王，刘坦为九江王，刘晃为临川王。王育为太保、王彰为太尉，任顗为司徒，马景为司空，朱纪为尚书令，范隆为左仆射，呼延晏为右仆射。刘晃其后事迹不详，刘聪死后，刘聪的儿子多被刘粲和靳准杀害。

## 资料来源
- 《资治通鉴》晋纪